# Кремок, Илья Васильевич
Илья́ Васи́льевич Кремо́к (1915—1982) — младший лейтенант Рабоче-крестьянской Красной Армии, участник Великой Отечественной войны, Герой Советского Союза (1944).

## Биография
Илья Кремок родился 20 декабря 1915 года в селе Медведово (ныне — Клинцовский район Брянской области). После окончания начальной школы работал в колхозе. В 1941 году Кремок был призван на службу в Рабоче-крестьянскую Красную Армию. С того же года — на фронтах Великой Отечественной войны, неоднократно бывал ранен. Принимал участие в боях на Крымском, Северо-Кавказском, Закавказском, Воронежском и 1-м Украинском фронтах. К октябрю 1943 года старший сержант Илья Кремок командовал сапёрным отделением 91-го отдельного армейского инженерного батальона 47-й армии Воронежского фронта. Отличился во время битвы за Днепр.
В октябре-ноябре 1943 года Кремок на санитарной лодке совершил 143 рейса, переправив на плацдарм на западном берегу Днепра в районе Канева в общей сложности 2638 бойцов и командиров, 31,5 тонн продовольствия и столько же медикаментов, 8 тонн боеприпасов. Обратными рейсами Кремок переправлял получивших тяжёлые ранения бойцов (в общей сложности около 716). Лодка два раза была повреждена, но Кремок успешно исправлял повреждения и продолжал выполнение боевой задачи. В дальнейшем во время наступления он лично обезвредил 181 вражескую противотанковую мину.
Указом Президиума Верховного Совета СССР от 3 июня 1944 года за «бесстрашную работу, проявленное мужество, за спасение жизни тяжело раненных бойцов» старший сержант Илья Кремок был удостоен высокого звания Героя Советского Союза с вручением ордена Ленина и медали «Золотая Звезда» за номером 3718.
В 1945 году Кремок окончил Московское военно-инженерное училище. В том же году в звании младшего лейтенанта он был уволен в запас. Проживал в Клинцах. Скончался 29 мая 1982 года, похоронен в Клинцах.
Был также награждён орденом Красной Звезды и рядом медалей.